# Слободско-Алёшинский сельсовет
Слободско-Алёшинский сельсовет — упразднённая административно-территориальная единица, существовавшая на территории Московской губернии и Московской области до 1939 года.
Алёшинский сельсовет был образован в первые годы советской власти. По данным 1919 года он входил в состав Михалевской волости Бронницкого уезда Московской губернии.
По данным 1926 года в состав сельсовета входил 1 населённый пункт — деревня Алёшина Слобода.
В 1929 году Алёшинский с/с был отнесён к Ашитковскому району Коломенского округа Московской области. При этом сельсовет был переименован в Слободско-Алёшинский сельсовет.
31 августа 1930 года Ашитковский район был переименован в Виноградовский.
17 июля 1939 года Слободско-Алёшинский с/с был упразднён. При этом его территория была передана в Виноградовский с/с.